# 44e gala des prix Félix
Le 44ᵉ gala des Prix Félix, organisé par l'Association québécoise de l'industrie du disque, du spectacle et de la vidéo, récompense les artistes québécois de la chanson.
La remise des prix est séparée en trois galas : Le Gala de l'ADISQ, diffusé en direct à ICI Radio-Canada Télé; le Premier Gala de l'ADISQ, diffusé en direct sur Télé-Québec quatre jours plus tôt (2 novembre 2022); et le Gala de l'Industrie, qui récompense les prouesses techniques en musique.
Les nominations furent dévoilées le 21 septembre 2022. Avec 11 nominations, l'auteur-compositeur-interprète Hubert Lenoir en amasse le plus grand nombre. Derrière lui, Lisa LeBlanc, Patrice Michaud, Jean-Michel Blais, Les Louanges et Vincent Vallières en récoltent 6 chacun.
Lors des trois cérémonies, Hubert Lenoir récolte un total de 7 Félix, faisant de lui le «grand gagnant» du gala de l'ADISQ 2022.

## Gala de l'ADISQ
Le gala des prix Félix se déroule le 6 novembre 2022. Il est animé par Louis-José Houde (pour la dix-septième année consécutive),.
Les côtes d'écoute pour la 44e édition de ce gala furent de 1 010 000 téléspectateurs, soit une augmentation par rapport aux 677 000 téléspectateurs de 2021.
| Album de l'année (succès populaire) | Artiste de l'année (rayonnement international) |
| --- | --- |
| Gagnant(e) : Bande sonore originale du film L’Amérique pleure, (Les Cowboys Fringants) - Aubades (Jean-Michel Blais) - Acrophobie (Roxane Bruneau) - Contre vents et marées (Paul Daraîche et Renée Martel) - Lostalgik (Lost) - Comme au premier rendez-vous (Mario Pelchat) - Gin à l’eau salée (Salebarbes) - Ses Plus Grands Succès (Jay Scøtt) - Dixque d’art (Souldia) - Ginette à ma façon (Guylaine Tanguay) | Gagnant(e) : Hubert Lenoir - Jean-Michel Blais - Cœur de pirate - Les Cowboys Fringants - Klô Pelgag - Suuns - Patrick Watson |
| Artiste autochtone de l'année | Auteur.e ou compositeur, compositrice de l'année |
| Gagnant(e) : Laura Niquay - Beatrice Deer - Natasha Kanapé - Scott-Pien Picard - Samian | Gagnant(e) : Hubert Lenoir - Lou-Adriane Cassidy - Lisa Leblanc - Salomé Leclerc - Les Louanges |
| Révélation de l'année | Spectacle de l'année |
| Gagnant(e) : Ariane Roy - Étienne Coppée - Natasha Kanapé - La Zarra - Jay Scøtt | Gagnant(e) : Notre-Dame-des-Sept-Douleurs (Klô Pelgag) - Acrophobie (Roxane Bruneau) - Le cours des jours (Dumas) - Pour déjouer l’ennui (Pierre Lapointe) - Les Antipodes (Les Cowboys Fringants) - Grand voyage désorganisé (Patrice Michaud) - Incarnat (Ariane Moffatt) - Séduire pour Survivre (Gab Paquet) - À mains nues (Émile Proulx-Cloutier) - Toute beauté n’est pas perdue (Vincent Vallières)         |
| Groupe ou duo de l'année | Interprète féminine de l'année |
| Gagnant(e) : Salebarbes - 2Frères - Bon Enfant - Les Cowboys Fringants - Les Trois Accords | Gagnante : Roxane Bruneau - Coeur de Pirate - Klô Pelgag - Lisa LeBlanc - Sarahmée |
| Interprète masculin de l'année | Chanson de l'année |
| Gagnant : Hubert Lenoir - Ludovick Bourgeois - Corneille - Marc Dupré - Patrice Michaud | Gagnant(e) : Copilote (FouKi et Jay Scøtt) - Sous le même toit (2Frères) - L’écho (Ludovick Bourgeois) - Si jamais on me cherche (Roxane Bruneau) - Bouge Ton Thang (Clay and Friends) - On s’aimera toujours (Cœur de pirate) - Pourquoi faire aujourd’hui (Version radio) (Lisa LeBlanc) - Ensemble, sensibles (Ariane Moffatt) - Good Lord (Salebarbes) - Elle n’entend plus battre son cœur (Vincent Vallières) |

## Le Premier Gala de l'ADISQ
Le Premier Gala a eu lieu le 2 novembre 2022. Il était animé par Pierre Lapointe.

### Gagnant(e)s
- Album de l'année (Adulte contemporain): Grand voyage désorganisé, Patrice Michaud
- Album de l’année (Alternatif) : PICTURA DE IPSE: Musique directe, Hubert Lenoir
- Album de l’année (Anglophone) : Godspeed: Elevated, Naya Ali
- Album de l’année (Autres langues) : Shirushi, TEKE::TEKE
- Album de l’année (Choix de la critique) : PICTURA DE IPSE: Musique directe, Hubert Lenoir
- Album de l’année (Classique) : Elle, Angèle Dubeau
- Album de l'année (Country): Le party est pogné, Lendemain de veille
- Album de l’année (Folk) : Ses Plus Grands Succès, Jay Scøtt
- Album de l'année (Jazz): Escale, Carl Mayotte
- Album de l'année (Langues Autochtones): Waska Matisiwin, Laura Niquay
- Album de l’année (Musique électronique) : Sun-Drenched, Millimetrik
- Album de l’année (Musique instrumentale) : Aubades, Jean-Michel Blais
- Album de l’année (Musiques du monde) : Kalasö, Afrikana Soul Sister
- Album de l'année (Pop): Chiac Disco, Lisa LeBlanc
- Album de l'année (Rap): Dixque d'art, Souldia
- Album de l’année (Réinterprétation) : Bande sonore originale du film L’Amérique pleure, Les Cowboys Fringants
- Album de l’année (Rock) : Diorama, Bon Enfant
- Album de l’année (Traditionnel) : 20 printemps, Le Vent du Nord
- Album ou DVD de l’année (Jeunesse) : Bébé symphonique, Orchestre symphonique de Montréal, Simon Leclerc
- Artiste de l'année ayant le plus rayonnée sur le web: Damien Robitaille
- Spectacle de l’année (Anglophone) : Look & Listen tour 2022, Half Moon Run
- Collaboration internationale de l'année: Octembre (Hubert Lenoir, Bonnie Banane)
- Spectacle de l’année (Humour) : Jokes, Chapeau, Maman, Magie, Piano, Pierre-Yves Roy-Desmarais
- Spectacle de l'année (Variétés/Réinterprétations): Pour une histoire d’un soir, Joe Bocan, Marie Carmen, Marie Denise Pelletier
- Vidéo de l’année : Copilote, FouKi et Jay Scøtt